# Condado de Présaras

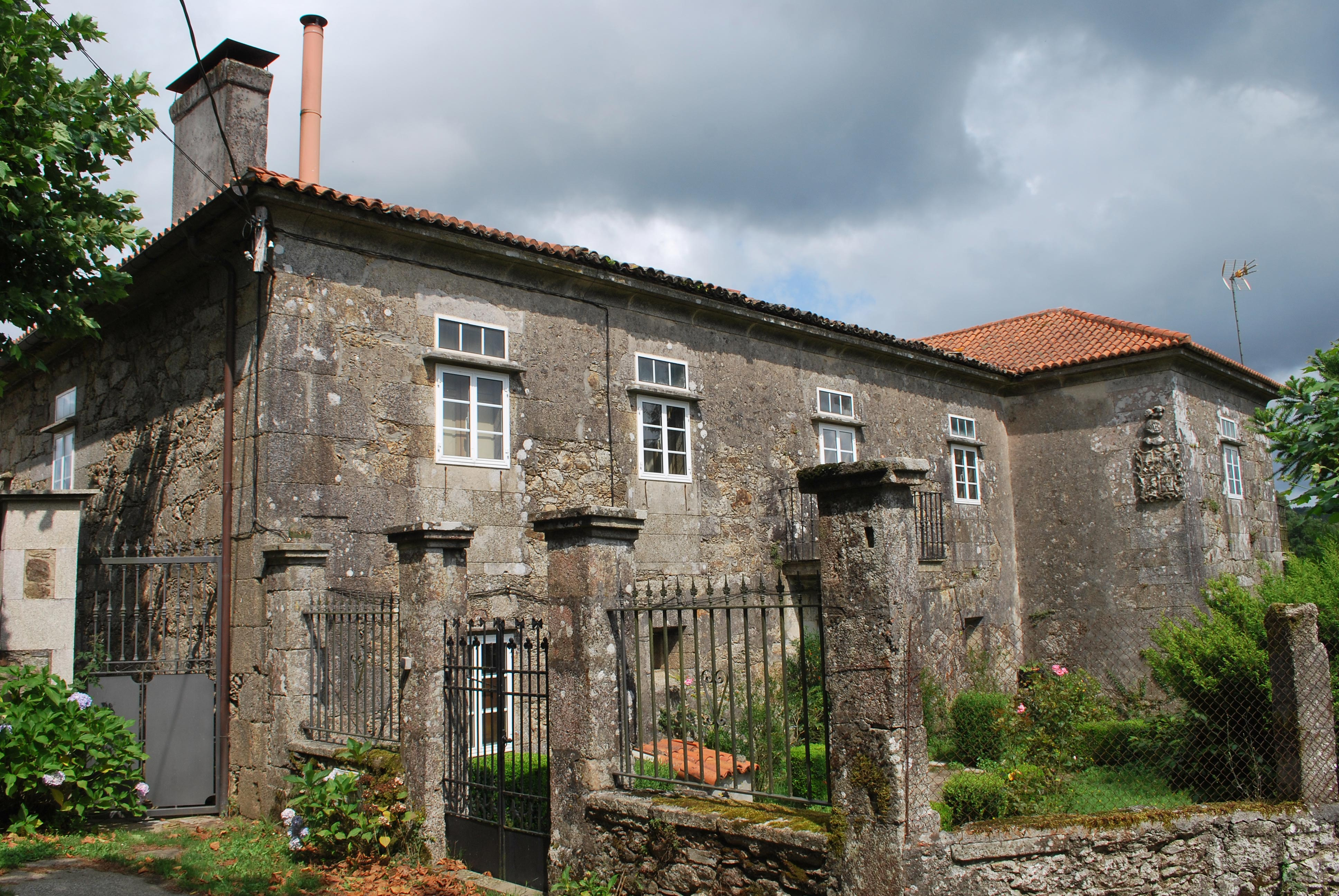
Pazo en Présaras

El condado de Présaras fue un condado situado en los territorios que hoy ocupan los ayuntamientos de Curtis, Vilasantar y Sobrado, tierras próximas al campamento romano de Ciadella. Tiene sus orígenes en las "pressurae" o "pressura" romanas: tierras desiertas que se ofrecían a colonos para que fueran pobladas y trabajadas. En sus orígenes estas tierras no dependían más que del rey, pero fueron transformándose en "comisio", pasando posteriormente a ser condados.

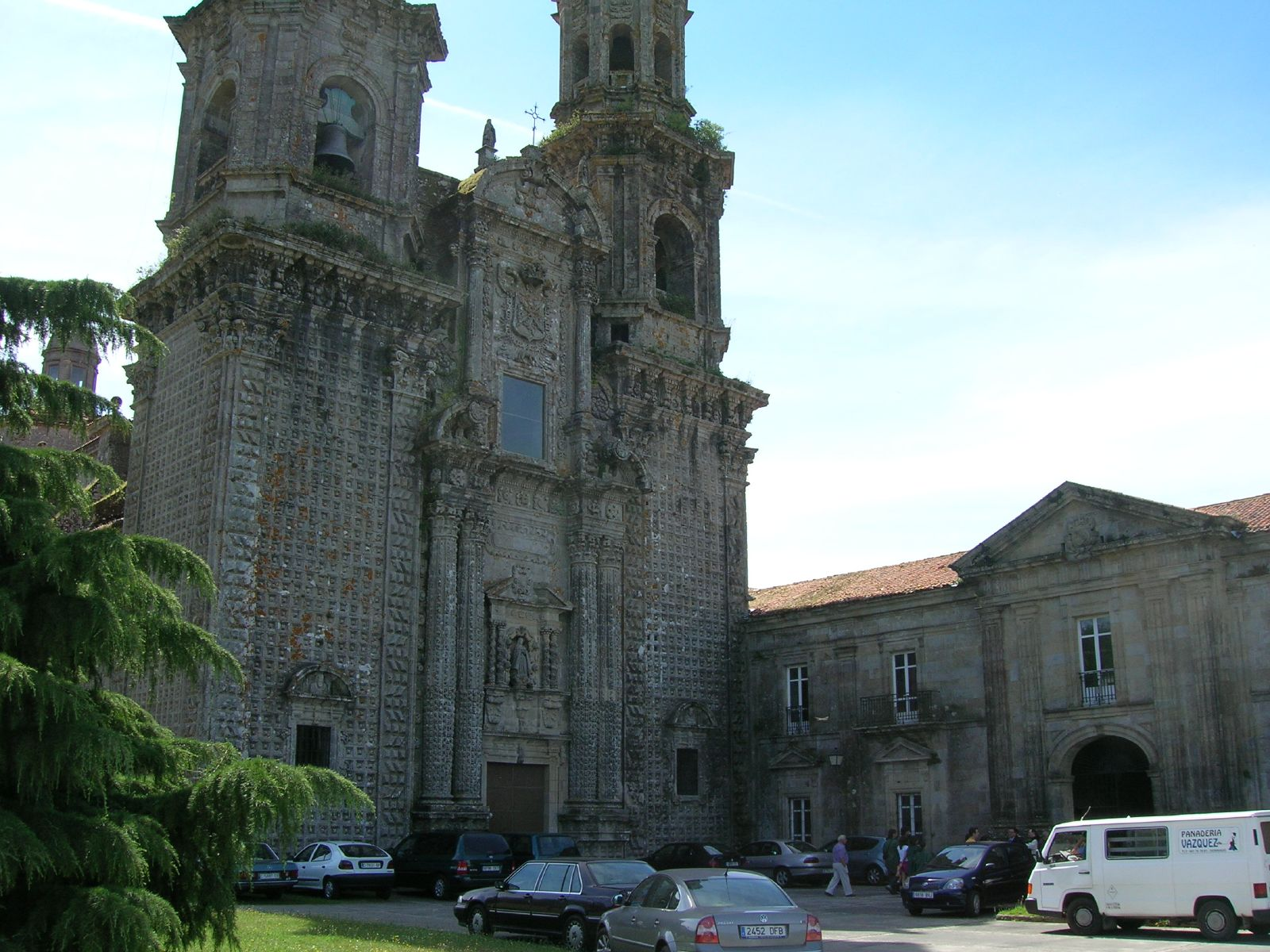
Monasterio de Santa María de Sobrado

## Historia
En el año 920, Hermenegildo Aloitez fue nombrado conde de Présaras por el rey Ramiro II, a quien serviría como mayordomo entre los años 937 y 949.
En 952, junto con su esposa, Paterna Gundesíndez, fundó el monasterio de Santa María de Sobrado y en el año 958 el matrimonio traspasó el título condal al monasterio, cediendo a la abadesa Elvira un total de 16 villas junto con otros bienes.
Tras el fallecimiento de su esposa, Hermenegildo se retiró el monasterio y vivió en él como monje hasta su muerte el 10 de diciembre de 966.
Posteriormente el monasterio fue heredado por la Casa de Traba. En enero de 1142, dos de los miembros más destacados de este linaje, Fernando y su hermano Bermudo Pérez de Traba, entregaron el monasterio a los monjes cistercienses.